# Dąbrowa Bolesławiecka
Dąbrowa Bolesławiecka (dawniej niem. Eichberg, Kreis Bunzlau/Schlesien) – wieś w Polsce położona w województwie dolnośląskim, w powiecie bolesławieckim, w gminie Bolesławiec.
W latach 1954–1961 wieś należała do gromady Kraśnik Dolny, po jej zniesieniu należała do gromady Dąbrowa Bolesławiecka i była jej siedzibą. W latach 1975–1998 miejscowość należała administracyjnie do województwa jeleniogórskiego.

## Położenie
Przez miejscowość przepływa rzeczka Bobrzyca, która właśnie tutaj uchodzi do Bobru.
We wsi znajduje się przystanek kolejowy Dąbrowa Bolesławiecka.

## Historia
W dokumentach z 1305 figuruje zapis o wsi Dambrowa. W XIV wieku prawdopodobnie powstał tu klasztor, który został zniszczony podczas wojen husyckich. Wieś wielokrotnie zmeniała właścicieli, należała m.in. do rodów von Zedlitz, von Raussendorf, von Nostitz oraz von Callenberg.

## Zabytki
Do wojewódzkiego rejestru zabytków wpisany jest park pałacowy z drugiej połowy XIX wieku, w którym rośnie wiele pomnikowych drzew, m.in. liczące 350 lat dęby szypułkowe "Światowid" i "Gierowit". 
Na południowy wschód od wsi dobrze zachowane grodzisko stożkowate z XIII-XIV wieku. W Dąbrowie dokonano wielu odkryć archeologicznych, w tym cmentarzyska z okresu kultury łużyckiej.

## Sport
W Dąbrowie działa klub sportowy B klasy "Bóbr Dąbrowa Bolesławiecka".